# Rikishi (luchador)
Solofa Fatu, Jr. (11 de octubre de 1965) es un luchador profesional estadounidense, más conocido por su nombre artístico Rikishi. Fatu es famoso por ser primo de The Rock y por su trabajo en la World Wrestling Federation, más tarde conocida como World Wrestling Entertainment.
Fatu es miembro de la familia Anoa'i, oriunda de Samoa y dedicada casi en su totalidad a la lucha libre. Solofa es hermano del fallecido Eddie Fatu y mellizo de Sam Fatu. También es el padre de los gemelos The Usos y de Solo Sikoa.

## Carrera

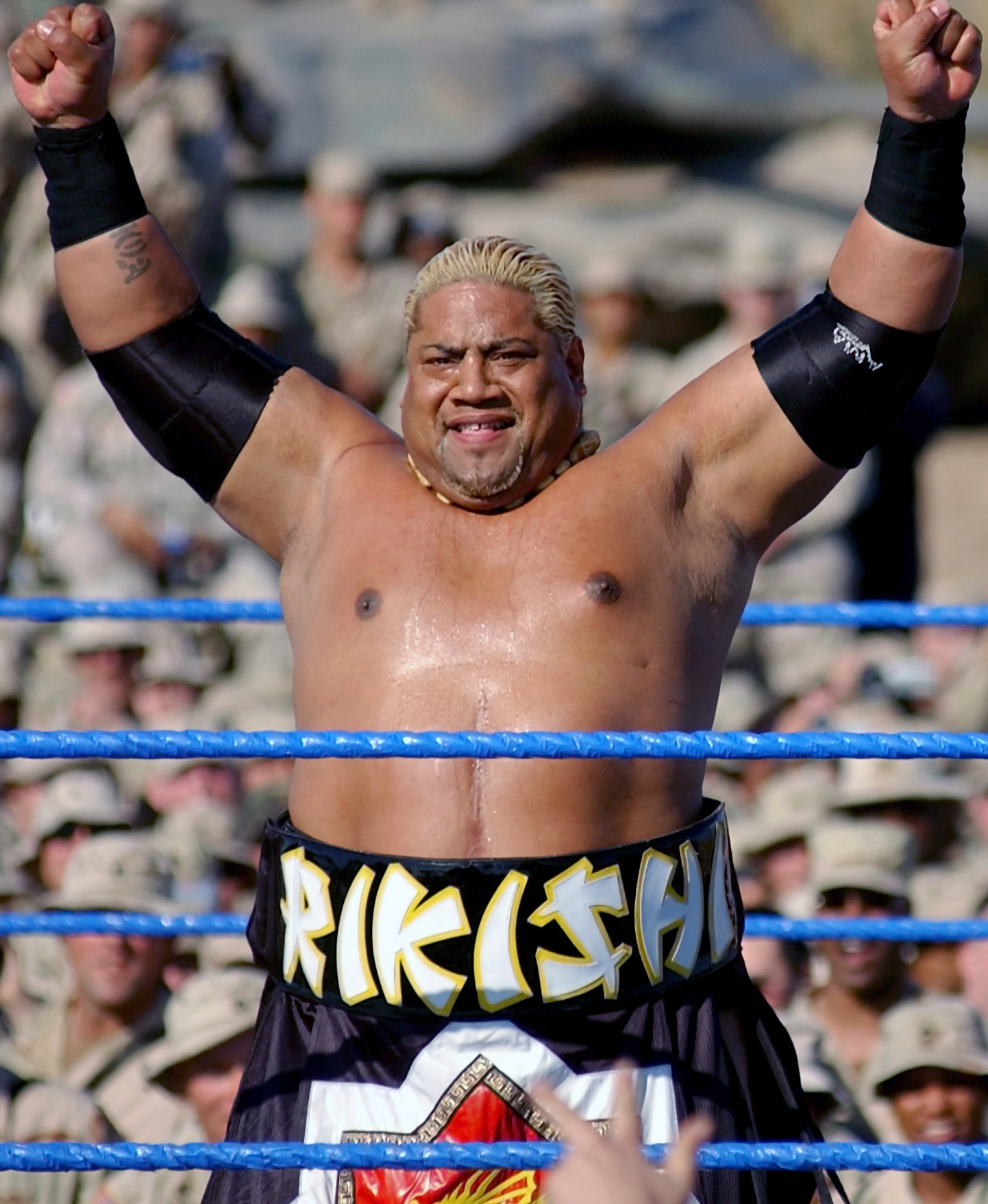
Rikishi en Bagdad, Irak, durante el evento Tribute to The Troops de WWE, en 2003.

### World Wrestling Federation / Entertainment (1992-2004)
Fatu cambió su nombre en 1999 a Rikishi Phatu como Face y empezando un feudo con Viscera. Poco después se unió a Too Cool, siendo conocidos por bailar en el ring. Participó en la Royal Rumble, donde eliminó a 7 luchadores, pero fue eliminado. En No Way Out derrotaron a Chris Benoit, Dean Malenko & Perry Saturn. En WrestleMania 2000 derrotó junto a Kane (siendo acompañados por Paul Bearer) a X-Pac & Road Dogg; atacando después de la lucha a Pete Rose. El 22 de junio derrotó a Chris Benoit, ganando el Campeonato Intercontinental de la WWF. También participó en el King of the Ring, pero no logró ganarlo. Perdió el título el 6 de julio ante Val Venis después de una interferencia de Tazz. Rikishi tuvo su revancha en Fully Loaded en una Steel Cage Match, pero no derrotó a Venis. Después con actitudes heel tuvo un feudo con Steve Austin porque se descubrió de que había sido Rikishi el que había atropellado a Austin con un coche en Survivor Series del año pasado, peleando ambos en No Mercy en un No Holds Barred match, acabando sin resultado después de que Austin intentara atropellar a Rikishi con un camión. Esa misma noche intentó ayudar a The Rock a retener el Campeonato de la WWF, pero sin querer le atacó y le dio la victoria a su rival, Kurt Angle. A causa de esto cambia definitivamente a heel y empezó un feudo con The Rock, quien le derrotó en Survivor Series. En Armageddon participó en un Hell in a Cell match de 6 hombres por el Campeonato de la WWF de Angle contra Angle, Austin, The Rock, Triple H y The Undertaker, siendo Rikishi lanzado por Undertaker de lo alto de la celda y ganando Angle la lucha. Tras esto, participó en la Royal Rumble, pero fue eliminado por The Rock. En ese mismo evento hizo su regreso Haku, formando una pareja que se enfrentaría a Kane & The Undertaker. Sin embargo, el equipo se disolvió después de que Rikishi se lesionara y Haku fuera despedido.
Rikishi hizo su regreso el 7 de mayo de 2001, pero se volvió a lesionar poco después y se perdió la mayor parte de 2001.
Vuelve el 6 de diciembre de 2001 cambiando a Face para un segmento en el que The Rock hace que Vince McMahon bese su trasero. Luchó en varias ocasiones entre 2002 y 2003. Después Rikishi reapareció en el Royal Rumble 2004, siendo eliminado. Semanas después reformó Too Cool con Scotty 2 Hotty derrotando a The Basham Brothers ganando los WWE Tag Team Championship reteniendo los títulos en Wrestlemania XX en una Fatal 4-Way que incluyó a The Basham Brothers, APA y The World's Greatest Team perdiéndolos semanas después ante Charlie Haas y Rico.Luego el 16 de julio fue liberado de su contrato por no querer perder peso.

### Total Nonstop Action Wrestling (2007)
13 de septiembre de 2007 hizo su debut en TNA, luchando bajo el nombre de Fatu. Su última lucha fue el 25 de octubre, cuando derrotó a Robert Roode en una lucha del torneo Fight for the Right. El 30 de octubre se anunció su salida de la empresa, siendo reemplazado por Chris Harris en la semifinal del torneo.

### WWE (2012-2020)
Hizo una aparición sorpresa en el "Episodio 999" de RAW SuperShow, recibido ante una enorme ovación por el público, derrotó rápidamente a Heath Slater, y apuntó al cielo antes de aplicar el "Samoan Spike" en honor a su difunto hermano Umaga.
En el 2014 en el primer Raw hizo una aparición especial junto a Too Cool, derrotando a 3MB, por lo que fue muy ovacionado por el público. En la edición de Raw del 9 de febrero de 2015 se anunció que sería inducido al Salón de la Fama de la WWE.
Rikishi apareció en WWE para el programa RAW Reunion el 22 de julio de 2019.

## Campeonatos y reconocimientos
- Power Pro Wrestling (Memphis)

- PPW Heavyweight Championship (1 vez)

- Revolución Lucha Libre chile - Guerra de Titanes

- Campeonato Internacional Absoluto (1 vez)

- Universal Wrestling Association

- UWA Campeonato por equipos de tríos (1 vez) - con Kokina Maximus & The Samoan Savage

- World Class Wrestling Association

- WCWA Tag Team Championship (3 veces) - con Samu
- WCWA Texas Tag Team Championship (1 vez) – con Samu

- World Wrestling Council

- WWC Caribbean Tag Team Championship (1 vez) - con Samu

- World Wrestling Federation/Entertainment/WWE

- WWF Intercontinental Championship (1 vez)
- WWE Tag Team Championship (1 vez) - con Scotty 2 Hotty
- WWF World Tag Team Championship (2 veces) - con Samu (1) y Rico (1)
- WWE Hall of Fame (Clase del 2015)

- Pro Wrestling Illustrated
  - PWI Regreso del año - 2000.
  - Situado en el N°140 en los PWI 500 de 1991[4]
  - Situado en el N°119 en los PWI 500 de 1992[5]
  - Situado en el N°105 en los PWI 500 de 1993[6]
  - Situado en el N°63 en los PWI 500 de 1994[7]
  - Situado en el N°98 en los PWI 500 de 1995[8]
  - Situado en el N°108 en los PWI 500 de 1996[9]
  - Situado en el N°311 en los PWI 500 de 1997[10]
  - Situado en el N°27 en los PWI 500 de 2000[11]
  - Situado en el N°97 en los PWI 500 de 2001[12]
  - Situado en el N°39 en los PWI 500 de 2002[13]
  - Situado en el N°59 en los PWI 500 de 2003[14]
  - Situado en el N°95 en los PWI 500 de 2004[15]
  - Situado en el N°163 en los PWI 500 de 2005[16]
  - Situado en el Nº213 en los PWI 500 de 2008[17]
  - Situado en el N°347 dentro de los mejores 500 luchadores de la historia - PWI Years, 2003.[18]